# Сапак (Жетысуская область)
Сапак (каз. Сапақ, до 2010 г. — Герасимовка) — село в Алакольском районе Жетысуской области Казахстана. Административный центр Герасимовского сельского округа. Код КАТО — 193441100.

## Население
В 1999 году население села составляло 1526 человек (771 мужчина и 755 женщин). По данным переписи 2009 года, в селе проживало 799 человек (399 мужчин и 400 женщин).